# Kerstin Emich
Kerstin Emich, nach Heirat Kerstin Birod, (* 14. Dezember 1962 in Rüsselsheim) ist eine ehemalige deutsche Judoka.
Kerstin Emich vom JC Rüsselsheim gewann 1983 ihren ersten deutschen Meistertitel in der Gewichtsklasse bis 48 Kilogramm. Weitere Titel folgten 1986, 1989, 1990 und 1992, dazwischen gewann sie 1991 den Titel in der Gewichtsklasse bis 52 Kilogramm. 1983, 1986 und 1987 wurde der Judo-Club Rüsselsheim deutscher Mannschaftsmeister.
Bei den Weltmeisterschaften 1987 in Essen schied sie in ihrem ersten Kampf gegen die Südkoreanerin Cho Min-sun aus. 1988 belegte sie hinter der Britin Karen Briggs den zweiten Platz beim Fukuoka Cup. 1989 erreichte sie bei den Weltmeisterschaften in Belgrad den fünften Platz. Ende 1989 erreichte sie erneut das Finale in Fukuoka, diesmal unterlag sie der Chinesin Li Aiyue. Anfang 1990 unterlag sie im Finale des Tournoi de Paris der Französin Cécile Nowak. Vierzehn Tage später siegte Emich vor heimischem Publikum in Rüsselsheim beim World-Masters-Turnier. Bei den Europameisterschaften 1990 in Frankfurt am Main unterlag sie in ihrem Auftaktkampf Cécile Nowak. Mit drei Siegen in der Hoffnungsrunde erreichte sie den Kampf um Bronze, den sie gegen die Italienerin Giovanna Tortora verlor. 1991 belegte Emich den dritten Platz beim World-Masters, das diesmal in München ausgetragen wurde. Bei den Europameisterschaften 1991 in Prag erreichte sie wie im Vorjahr den Kampf um Bronze und erneut unterlag sie Giovanna Tortora. 1992 stand bei den Olympischen Spielen in Barcelona erstmals Frauenjudo auf dem Programm. Kerstin Emich gewann ihren ersten Kampf gegen die Taiwanerin Huang Yu-Shin mit einer Yuko-Wertung und schied dann gegen Giovanna Tortora mit einer Yuko-Wertung aus.